# Titanidiops maroccanus
Titanidiops maroccanus är en spindelart som beskrevs av Simon 1909. Titanidiops maroccanus ingår i släktet Titanidiops och familjen Idiopidae.
Artens utbredningsområde är Marocko. Inga underarter finns listade i Catalogue of Life.